# イージーエス
株式会社イージーエスは、愛媛県新居浜市新田町に本社を置く企業。住友化学のグループ会社。

## 事業所
- 本社 - 愛媛県新居浜市新田町3丁目1番39号
- 新居浜事業場 - 愛媛県新居浜市惣開町5番1号　住友化学愛媛工場（新居浜地区）内
- 菊本事業場 - 愛媛県新居浜市菊本町1丁目10番1号　住友化学愛媛工場（菊本地区）内
- 大江事業場 - 愛媛県新居浜市大江町1番1号　住友化学大江工場内
- 大阪営業所 - 大阪府大阪市此花区春日出中3丁目1番98号　住友化学大阪工場内
- 黒島工場 - 愛媛県新居浜市黒島1丁目3番65号

## 沿革
- 1983年 - 「愛媛ゼネラルサービス株式会社」設立。住友化学愛媛工場から廃棄物処理業務承継・排水処理業務受託。産業廃棄物処分業･産業廃棄物収集運搬業･一般廃棄物処分業許可取得。
- 1984年 - 新居浜市平尾谷浄水場運転管理業務受託。住友化学愛媛工場菊本排水処理施設の運転業務受託。
- 1985年 - 白蟻防除業務開始。農薬販売業務開始。
- 1987年 - 流動床式焼却炉の操業開始。
- 1989年 - 新居浜市平尾谷埋立地の管理業務受託。
- 1991年 - 有価物回収施設操業開始。
- 1993年 - 計量証明事業許可取得。新居浜市磯浦最終処分場の管理業務受託。特別管理産業廃棄物収集運搬業･特別管理産業廃棄物処分業の許可取得。
- 1995年 - 液中燃焼式焼却炉の操業開始。
- 1996年 - 大阪営業所開設。地下式焼却炉操業開始。
- 1998年 - 一部事業を愛媛ケミカルテクノ株式会社へ分社化。株式会社イージーエスへ社名変更。建築物飲料水貯水槽清掃業務開始。
- 1999年 - ISO14001認証取得。「塩ビちゃん」販売開始。
- 2000年 - いそうらの湯の管理業務受託。
- 2001年 - 産廃中間処分7種類、特管産廃中間処分4種類等の中間処分業種類追加取得。一般廃棄物収集運搬業許可取得。樹木販売業務開始。
- 2002年 - 廃プラスチック類破砕施設の新設。
- 2004年 - RPF固形燃料化事業開始。
- 2008年 - 警備業認定取得。建設業許可取得。愛媛県収集運搬･処分業優良認定（旧制度）。
- 2009年 - 愛媛ケミカルテクノ株式会社を合併。住友化学愛媛工場酸素曝気方式排水処理場の運転業務受託。
- 2011年 - 愛媛県収集運搬･処分業　優良認定（新制度）。
- 2013年 - 住友化学愛媛工場の入構教育センター業務受託。
- 2014年 - RPF固形燃料化ライン増設。
- 2016年 - 温泉水を利用したトラフグ（温泉トラフグ）の養殖を開始[1]。（2018年11月に撤退[2]。）